# Akonitin
Akonitin (někdy nazýván Královna jedů) je vysoce toxický alkaloid získávaný z různých druhů rostlin rodu Aconitum (oměj).

## Použití
Akonitin je neurotoxin, který otevírá TTX-senzitivní sodíkové kanály v srdci a dalších tkáních a používá se pro modelování srdeční arytmie. Dříve se používal jako antipyretikum a analgetikum, dosud má určité aplikace v bylinné medicíně, ovšem nízký terapeutický index činí výpočet správné dávky obtížným.

## Vlastnosti
Akonitin je rozpustný v chloroformu a benzenu, slabě v ethanolu a diethyletheru, jen velmi nepatrně ve vodě.
Merckův index dává pro myši následující LD50: 0,166 mg/kg nitrožilně, 0,328 mg/kg intraperitoneálně (do břišní dutiny), zhruba 1 mg/kg orálně. U potkanů je orální LD50 5,97 mg/kg. U člověka byly jako smrtné hlášeny orální dávky již 1,5 - 6 mg pro toto.

## Otravy
Akonitin použil jako jed George Henry Lamson v roce 1881 k vraždě svého švagra, aby se zmocnil pozůstalosti. O akonitinu se dozvěděl jako medik od profesora Roberta Christisona, který o něm říkal, že je nezjistitelný; od Lamsonových studentských let však forenzní věda pokročila.
Akonitin se stal známý i díky tomu, že se objevil v příběhu Zločin lorda Arthura Savila od Oscara Wildea z roku 1891. Hrál také významnou roli v románu Odysseus irského spisovatele Jamese Joyce, kde otec Leopolda Blooma pastilkami s touto látkou spáchal sebevraždu.
V roce 1953 ho sovětský biochemik a vývojář jedů Grigorij Majranovskij používal v pokusech na vězních v tajné laboratoři NKVD v Moskvě. Přiznal usmrcení asi 10 lidí tímto jedem.
Roku 2009 použila Lakhvir Singh z Felthamu (západní Londýn, Velká Británie) akonitin k otrávení jídla svého exmilence (který následkem otravy zemřel) a jeho snoubenky. Byla za to odsouzena k doživotnímu vězení.